# Musée Hèbre de Saint-Clément
Le musée Hèbre est un musée municipal situé dans l’hôtel Hèbre de Saint-Clément à Rochefort depuis 1860. Il abrite le musée d’art et d’histoire de la ville ainsi que les services du patrimoine. Il est labellisé Musée de France et Tourisme & Handicap.

## Histoire
Le musée, créé dans la seconde moitié du XIXe siècle, porte le nom de Pierre-André Hèbre de Saint-Clément (1727-1805), maire de Rochefort de 1767 à 1771, puis de 1800 à 1805.

### Le bâtiment
De l'hôtel particulier Hèbre de Saint-Clément, bâti au XVIIIe siècle dans un esprit palladien, n'ont été conservées que les façades extérieures, datées des environs de 1758. Elles sont visibles depuis l'avenue Charles de Gaulle et la rue Pierre Loti.
De 1864 à 2002, cet édifice qui avait été conservé dans son état d'origine a abrité, outre le musée, la bibliothèque municipale. Depuis, ses collections de livres ont été transférées dans la médiathèque de la Corderie Royale.
Le musée a fermé pour restructuration d'octobre 2002 à la fin de l'année 2006.

## Les collections

### Histoire locale
Le musée abrite des collections relatives à l'histoire de la ville et de son arsenal. Il expose notamment un plan-relief de Rochefort réalisé par l'ingénieur Touboulic en 1835.
Le musée possède une copie du Radeau de la méduse de Géricault, réalisée par Etienne Ronjat et commandée en 1869 par Léon Mollière, maire de Rochefort. En effet, c’est du port de Rochefort qu’est parti le navire et de nombreuses familles des alentours ont probablement été éprouvées par le naufrage.

### Collection Pierre Loti
Le musée expose une partie des collections de Pierre Loti. Un dispositif multimédia permet d'effectuer une visite virtuelle de la Maison de Pierre Loti en 3D.

### Collections d'explorations et de voyages exotiques
Le musée possède une très riche collection de récits et de documents de voyages géographiques ou scientifiques, issus notamment des collections de Pierre Adolphe Lesson (1805-1888) et du capitaine de vaisseau Jean Daniel Coudein (1759-1822).
Le musée abrite une importante collection d'œuvres aborigènes, la seconde plus importante de France après le musée du Quai Branly.

### Inventaire du fonds colonial
Un projet d'inventaire est en cours au sujet des collections d’origine subsaharienne de six musées d'histoire régionaux : musée d’Aquitaine, musée d’ethnographie de l’université de Bordeaux, musée d’Angoulême, muséum de La Rochelle, musée d'Art et d'Archéologie du Périgord, et musée Hèbre de Rochefort.
La première phase consiste à enquêter pour établir les provenances des collections originaires d’Afrique, puis, dans un second temps, d'identifier les œuvres problématiques ou importantes du point de vue des communautés et des États d’origine. En effet, ce patrimoine colonial est principalement issu des campagnes militaires ou de traite négrière, et des missions religieuses ou ethnographiques. Souvent arrivées en France sur la base de « relations dissymétriques », certaines de ces pièces peuvent éventuellement faire l'objet d'une restitution officielle si elles sont réclamées par les anciennes colonies.

## Parcours du musée
La présentation des collections est répartie sur quatre des cinq niveaux du bâtiment:
- au sous-sol : les locaux techniques ;
- au rez-de-chaussée : le hall d'accueil, la boutique, la salle d'exposition temporaire du Service du patrimoine, consacré à l'histoire de la ville ;
- au premier étage : la salle d'exposition temporaire et l'espace permanent consacré à Pierre Loti ;
- au deuxième étage : la salle consacrée à la collection d'œuvres aborigènes, la salle consacrée à la collection de peintures ;
- au troisième étage : les autres collections extra-européennes (Océanie, Afrique, Asie), un espace consacré à la culture kanake contemporaine.

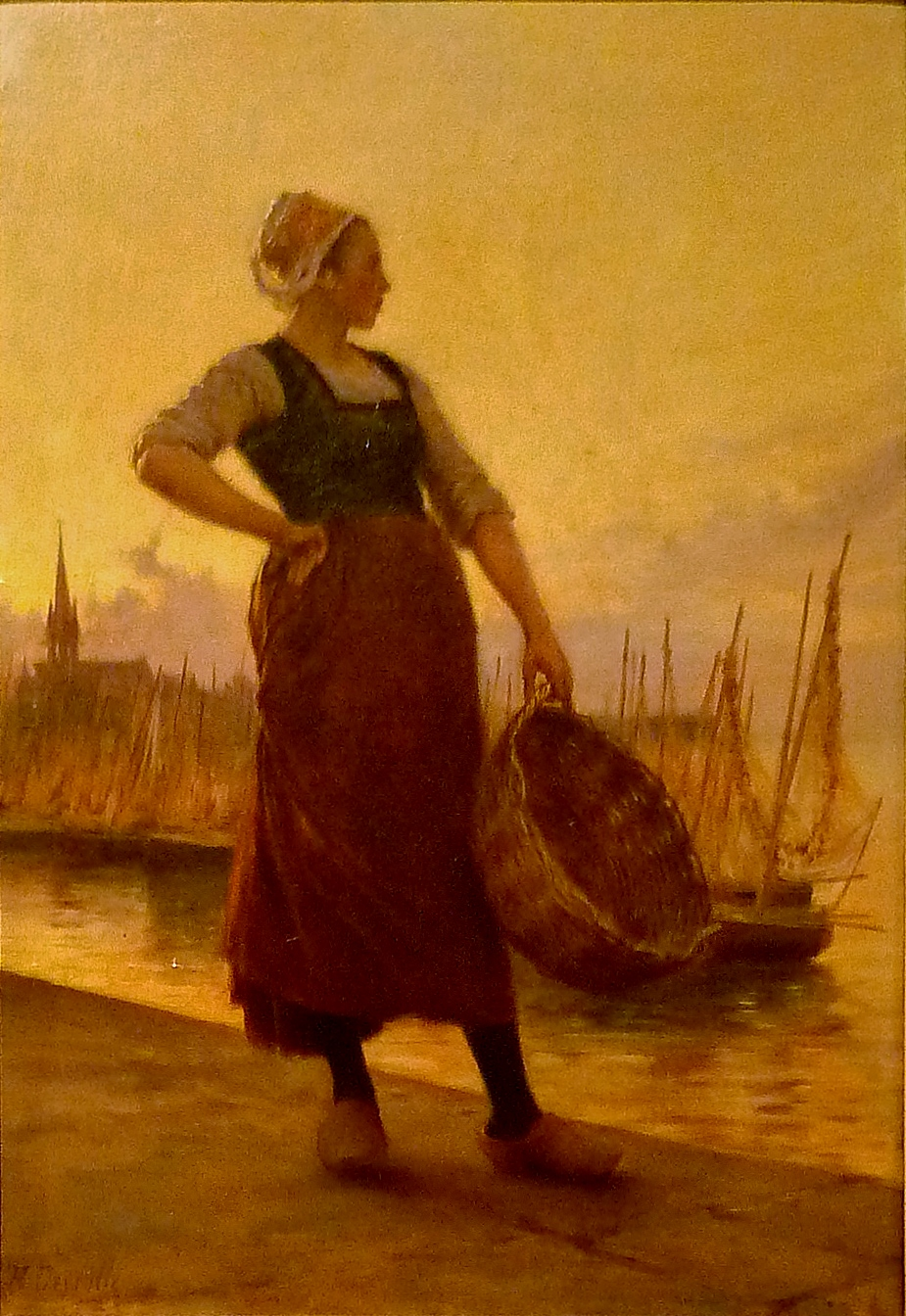
Théophile Deyrolle : La pêcheuse.